# Сычуань Лонгфор
«Сычуань Лонгфор» (кит. 四川隆发足球俱乐部) — бывший китайский футбольный клуб из провинции Сычуань, город Чэнду, Дуцзянъянь, выступавший во второй по значимости китайской лиге. Домашней ареной клуба являлся стадион Дуцзянъянь Феникс вместимостью 12,700 человек. По итогам проверки клуб не смог обеспечить финансовые обязательства по участию в сезоне 2020 года и был распущен. Его место в сезоне заняла команда «Сучжоу Дунъу». 

## История
Футбольный клуб «Сычуань Лонгфор» был основан 10 сентября 2013 года. 27 октября 2018 года по итогам выступлений во второй лиге и плей-офф обеспечил себе первое место и участие в розыгрыше Первой лиги Китая по футболу сезона 2019 года. В финальном матче команда обыграла «Цзянсу Яньчэн» со счётом 2—0. 
Команда была распущена из-за того, что не смогла заявиться в установленной форме в качестве члена Китайской футбольной ассоциации, а также подтвердить зарплаты и бонусы. После прекращения деятельности, менеджер клуба Ма Минъюй принял решение о создании новой команды.

## Достижения
- На конец сезона 2018 года[3]

Достижения по сезонам
| Сезон    | 2014 | 2015 | 2016 | 2017 | 2018 | 2019 |
| -------- | ---- | ---- | ---- | ---- | ---- | ---- |
| Дивизион | 3    | 3    | 3    | 3    | 3    | 2    |
| Место    | 6 1  | 3    | 4    | 6    | 1    | 14   |

- ↑  На групповой стадии